# Oskar Vojnić
Barun Oskar Vojnić (Subotica, 18. svibnja 1864. – Port Said, 18. svibnja 1914. ) je bio svjetski putnik, lovac, pustolov, fotograf, istraživač i putopisac iz zajednice bačkih Hrvata. Po struci bio je doktor prava. Bio je proglašen za poglavicu na Samoi. Izvori na mađarskom jeziku bilježe ga kao Vojnich Oszkár.

## Životopis
Ovaj svjetski putnik rodio se u Subotici 1864. godine. Rodio se u imućnoj plemenitaškoj obitelji Vojnića iz Balše koja je imala velike zemljišne posjede po Bačkoj. Obitelj mu je nosila barunski naslov, koji je 28. listopada 1741. u Požunu stekao njegov predak Stipan Vojnić od Bajše, a dodijelila mu ga je carica Marija Terezija.
Studirao je pravo u Budimpešti. Nakon studija vratio se u rodnu Suboticu. Bogatstvo njegove obitelji i političke veze omogućile su njegovu nemirnu duhu drugovanje s austro-ugarskim plemstvom (također poznatim lovcima, Valentinom Fernbachom iz Apatina i barunom Emilom Talijanom iz Kaniže) i lov i putovanje po svijetu, zabavi koja je bila moda među europskom aristokracijom onog doba, belle époque. Proputovao je sve kontinente. Na putovanja nije išao iz nekog hedonizma, nego iz istraživačkog duha. Na putovanjima je skupljao etnografske predmete za koje je držao da su neobični i lijepi, fotografirao ljude i prizore. Bilješke s putovanja među narodima na Tihom oceanu odlikuje gospodska objektivnost i suzdržanost i čuđenje nad neobičnim. 1884. posjetio je Egipat, Palestinu i Krf. 1893. je godine obišao Sjevernu Ameriku. Na taj se put zaputio 10. srpnja "brzom morskom lađom" iz Hamburga, a ovo je putovanje opisao u bilješkama objavljenim u te godine tek izašlim Subotičkim novinama. 1898. putovao je sjevernim europskim krajevima, preko Skandinavije sve do Spitzbergena. 1904. putovao je po Ruskom Carstvu. 1905. je bio u Italiji. Nova odredišna točka bila mu je Oceanija odnosno Polinezija. Proputovao je oceanijske otoke Fidži, Tahiti, Samou, Tongu, ne propustivši obići ni Novi Zeland i Australiju. Na Samoi je bio proglašen za poglavicu. 1910. je godinu proveo u Africi loveći  (Uganda, Sudan, Kenija). Sljedeće je godine otišao u Aziju. Posjetio je Indiju i Indoneziju (Sumatra, Java i Bali), a u Aziji je bio i 1912. godine. Nakon Azije opet je pošao u Afriku, na njen istok, no ondjega je zatekao početak Prvog svetskog rata.
Zadnje dane svog života mučila ga je malarija. Te je dane proveo u Eastern Hotelu u egipatskom gradu Port Saidu, zakupivši cijeli kat. U Port Saidu umro je 18. svibnja 1914. pod nerazjašnjenim okolnostima.

## Baština
Sve što je doživio na putovanjima objavio je u mnoštvu članaka koji su izašli u ondašnjim vodećim europskim listovima i časopisima. Objavio je osam putopisnih knjiga, sve na mađarskom jeziku, koje su tiskane u razdoblju od 1894. do 1913. godine (Budapesttől Sitkáig, 1894., Oroszrszágban (a 40. és 62-ik széességi fok között), 1904., A Vesuvion, 1906., A Csendes Óceán szigetvilága, 1908., British India, Burma, a Maláji félsziget és Siam. 1913. i A Kelet-indiai szigetcsoporton, 1913.). Svoje je lovačke trofeje i etnografske predmete (predmeti i oruđa koje se svakodnevno rabilo, nakit, oružje, odjeća) ostavio Budimpešti i Subotici, i to kad Subotica nije imala svoj muzej (1913.). Njegovi brojni lovački trofeji i razni etnografski predmeti nalaze se u Etnografskom muzeju u Budimpešti i u subotičkom Gradskom muzeju. Od etnografskih predmeta osobito je vrijedna tapa. Osim lovačkih trofeja i predmeta etnografske baštine, ostavio je veliku zbirku fotografija kojih je na stotine, a zabilježile su lovačke prizore i slike iz svakodnevnog života naroda na koje je ovaj svjetski putnik naišao na putovanjima. Dio je u subotičkom Gradskom muzeju, a više od tisuću slika je u Mađarskom nacionalnom muzeju u Budimpešti.
Čast da bude Vojnićev biograf pripala je poznatom svjetskom putniku, esperantistu Tiboru Sekelju koji je povodom Vojnićeve 110. obljetnice rođenja napisao rad u tri nastavka u časopisu Rukoveti u brojevima 1974. i 1975. Leksikografska ga djela različito bilježe. Izdanje Leksikona hrvatskih pisaca iz 2000. Dunje Detoni-Dujmić ne spominje ga, Jugoslovenski književni leksikon izdan u Novom Sadu 1984. ga spominje (autor Blaško Vojnić Hajduk) te ga spominje Valéria Csikay u budimpeštanskom izdanju Új magyar lexikona iz 1994. godine.
U Subotici je postojao Lovački muzej koji se nalazio u sklopu zoološkog vrta. Bio je sastavljen od zbirke svjetskog putnika Oskara Vojnića. Lovački je muzej poslije ukinut, a samo mali dio muzejskog fonda ostao je u subotičkom Muzeju, dok je onaj veći dio završio kod privatnih osoba: lijepi rogovi, egzotični štitovi, totemi, tkanine, oružje, knjige o lovu, fotografije, maske, čak i jedna garnitura namještaja presvučena slonovom kožom. 
 Zbirka koja je doživjela sličnu nesretnu sudbinu je zbirka Buljovčić, poznato subotičkog stolara i njegove supruge uramljivačice koja je imala djela tuzemnih i inozemnih majstora, a koja je odnesena u Sarajevo, dio zbirke dr Vinka Perčića, koja je 1989. odnesen u Zagreb, te Bačke galerije na Paliću osnivača Joce Milekića, otvorene 1949., koja je također bila dio zoološkog vrta, a na kraju je cjelokupna građa dospjela u Maticu srpsku u Novi Sad, te se pojedini izlošci Milekićeve umjetničke zbirke danas nalaze u Galeriji Matice srpske i u Vojvođanskom muzeju te na umjetničkom i povijesnom odjelu Gradskog muzeja u Subotici.
Godine 2009., kustosica Gradskog muzeja u Subotici Viktorija Šimon Vuletić je postavila izložbu "Kava kava i betel" posvećenu Oskaru Vojniću.
Danas se Oskaru Vojniću u čast zove nagrada festival radijske i televizijske repotaže Europress – TravelFesta, Grand Prix „Baron Oskar Vojnić“.

## Vanjske poveznice
- Pacific Oskar (Oskar Vojnić, Kava-kava i betel)  YouTube, kratki film o Vojniću. Izložba 'Kava-kava i betel (obred pijenja kava-kave i žvakanja betela u svjetlu predmeta iz Izvaneuropske zbirke Gradskog muzeja u Subotici, održane u Muzeju afričke umjetnosti ljeta 2008.)